# Bistum Rockville Centre
Das in den USA gelegene Bistum Rockville Centre (lateinisch Dioecesis Petropolitana in Insula Longa, englisch Diocese of Rockville Centre) ist eine Diözese der römisch-katholischen Kirche mit Sitz in Rockville Centre, Hempstead.
Das Bistum entstand am 6. April 1957 durch Gebietsausgliederungen aus dem Bistum Brooklyn und untersteht dem Erzbistum New York als Suffraganbistum. Es umfasst die beiden östlichen Countys von Long Island: Nassau und Suffolk.

## Bischöfe von Rockville Centre
- Walter Philip Kellenberg, 16. April 1957–3. Mai 1976
- John Raymond McGann, 3. Mai 1976–4. Januar 2000
- James Thomas McHugh, 4. Januar 2000–10. Dezember 2000
- William Francis Murphy, 26. Juni 2001–9. Dezember 2016
- John Oliver Barres, seit 9. Dezember 2016